# Licencia renovada para matar
Licencia renovada para matar, es una novela de espionaje escrita por John Gardner, publicada en el Reino Unido por Jonathan Cape en 1981 y en los Estados Unidos por la editorial G. P. Putnam's Sons. Publicado en castellano en México por la editorial Lasser Press con traducción de Margarita Álvarez Franco en 1982. Es la primera novela del agente secreto James Bond escrita por John Gardner. 
Algunos elementos del argumento de Licencia renovada para matar tuvieron influencia en posteriores películas de Bond; en particular la trama de una catástrofe nuclear que fue la base para The World Is Not Enough. Otros elementos clave que aparecieron en películas de Bond fueron, las trampas en las carreras de caballos que aparecieron en A View to a Kill y la obsesión por las armas de Brad Whitaker en The Living Daylights.

## Contexto
Esta novela relanzó con éxito la franquicia literaria de Bond, siendo la primera de las catorce novelas originales de Bond escritas por Gardner.

## Argumento
El famoso agente, aparece para enfrentarse una vez más a un mundo convulsionado en el que “alguien” debe encargarse de solucionar los inminentes problemas. Terrorismo internacional, acción, violencia; dificultades que solo la astucia y la osadía son capaces de vencer. Con el más completo y sofisticado equipo, James Bond recorrerá grandes distancias que lo llevarán a conocer lugares y personajes inolvidables.

## Personajes
- James Bond, agente del Servicio Secreto británico (MI6), conocido también por su identificador 007.
- M, nombre en clave de Sir Miles Messervy, antiguo almirante naval, es el jefe del MI6.
- Bill Tanner, jefe de Gabinete de M y antiguo agente de la sección Doble Cero, a la que pertenece Bond.
- Miss Moneypenny, secretaria de M.
- Q, nombre en clave del mayor Boothroyd, jefe de la Sección Q del MI6, encargado de la logística y la armería.